# Tinta Barroca
‘Tinta Barroca’ ist eine der sechs wichtigsten Rotweinsorten (neben den Sorten ‘Touriga Francesca’, ‘Touriga Nacional’, ‘Tinta Roriz’ (= ‘Tempranillo’), ‘Tinta Amarela’ und ‘Tinto Cão’) für die Produktion des Portweins.

## Herkunft, Abstammung
Sie ist eine Kreuzung der Sorten ‘Marufo’× ‘Touriga Nacional’.

## Verbreitung
Die frühreifende Sorte eignet sich für trockene Gebiete, wie man sie in den Hanglagen des Douro findet, und erbringt dunkle, farbkräftige Weine. In Portugal wird sie auf ca. 7.200 Hektar kultiviert. Empfohlen wird sie neben dem Einsatz im Portwein auch für die Region Trás-os-Montes. Zugelassen ist sie ferner auf Madeira, im Ribatejo sowie der Region Oeste. In Südafrika ist sie mit 491 Hektar bestockter Fläche ebenfalls verbreitet und wird dort für portweinähnliche Weine verwendet. Kleinstbestände (0,0393 Hektar, Stand: November 2015) sind in der Schweiz erhoben worden.

## Synonyme
‘Baroccas’, ‘Barroca’, ‘Boca de Mina’, ‘Tinta Barocca’, ‘Tinta das Baroccas’, ‘Tinta Gorda’, ‘Tinta Grossa’, ‘Tinta Vigaria’.